# Eeva-Liisa Mannerová
Eeva-Liisa Manner (5. prosince 1921 Helsinky – 7. července 1995 Tampere) byla finská básnířka, spisovatelka, literární kritička a překladatelka. Měla obrovský vliv na rozvoj finské modernistické literatury. Je autorkou jedenácti básnických sbírek, tří románů, drobné prózy a divadelních her. Do finštiny přeložila díla českého spisovatele, dramatika a prezidenta Václava Havla. Svaz finských spisovatelů (Suomen Kirjailijaliitto) uděluje od roku 1997 ocenění Básnická cena Eevy-Liisy Manner (Eeva-Liisa Manner – runopalkinto).

## Biografie
Eeva-Liisa Manner se narodila 5. prosince 1921 v Helsinkách. Dětství strávila ve Vyborgu, který se po moskevském míru v březnu 1940 stal součástí Sovětského svazu. Otec Leo Johannes Manner byl spisovatel a překladatel. Matka zemřela den po porodu. S otcem, který si založil novou rodinu, se poznala až v dospělém věku.
Dětství trávila u prarodičů z matčiny strany. Toto období jejího života poznamenala nepřítomnost rodičů, generační rozdíly mezi ní a prarodiči a události, které za druhé světové války zasáhly Finsko, včetně nuceného odsunu. Škola pro ni byla náročná, a tak dokončila jen šest tříd základní školy. V rámci evakuace finského obyvatelstva z okupované Karélie se přestěhovala do Helsinek, kde si jako večerní student dodělala středoškolské vzdělání.
Během šedesátých a sedmdesátých let 20. století trávila vždy několik měsíců v roce v okolí španělského města Malaga. Pobyt jí pomáhal najít inspiraci a klid, protože ve Finsku se postupně stávala veřejně známou osobností, což ji příliš netěšilo.
Mezi lety 1956 a 1962 působila v tamperských novinách Kansan lehti a od roku 1962 až do roku 1990 působila ve večerníku Aamulehti.
Celý život Eevy-Liisy Manner provázely nevydařené vztahy a psychické problémy často vedoucí k hospitalizaci. Často byla také nespokojena s vlastní tvorbou, což vedlo k přepisováním již vydaných děl. Zemřela po dlouhé nemoci 7. července 1995 ve věku 73 let v Tampere, kde je také pohřbena.

## Literární tvorba
Tvorba Eevy-Liisy Manner je rozsáhlá. Za svůj život napsala celkem jedenáct básnických sbírek, tři romány, drobnou prózu, šestnáct divadelních her, stovky kritik a esejí a také několik překladů. Byla držitelkou mnoha literárních cen.
Na literární scéně debutovala v roce 1944 sbírkou básní Mustaa ja punaista (Červená a černá), ve které reflektovala své zkušenosti s válkou a stesk po ztraceném karelském domově. V roce 1949 vydala druhou sbírku Kuin tuuli tai pilvi (Jako vítr či mrak) a o dva roky později román Tyttö taivaan laiturilla (Dívka na nebeském molu) s autobiografickými prvky z vyborgského dětství. V tomto díle se objevuje klíčová myšlenka celého autorčina díla a to spojení „magického řádu“ spjatého s hudbou, fantazií a ztraceným dětstvím a „logického nepořádku“, který představoval příliš racionální, pragmatický a krutý svět dospělých.
Jako modernistická autorka se prosadila sbírkou Tämä matka (Tato cesta) z roku 1956. Toto dílo patří dodnes mezi čtenářsky velmi populární a je považováno za jeden z nejvýznamnějších modernistických počinů ve finsky psané poezii. O rok později vznikla další sbírka s názvem Kävelymusiikkia pienille virtahevoille (Hudba do kroku pro malé hrochy). Obě díla, která vznikla po autorčině přestěhování z Helsinek do Orivesi, vyjadřují její vlastní filozofii spjatou s přírodou na pozadí kritiky civilizace.
Básně Eevy-Liisy Manner jsou koncipovány jako hudební útvary, vystavěné na filozofii prolínající se s mystikou a magií. Autorka nicméně neopomíná ani politická témata hýbající tehdejší společností. Dokazuje to její sbírka Jos suru savuaisi (Kdyby smutek dýmal) přímo reagující na okupaci Československa v roce 1968, básně inspirované událostmi v Polsku z osmdesátých let 20. století či próza Varokaa, voittajat (Střezte se vítězové, 1972) o násilí a politické perzekuci. Ve sbírce Kuolleet vedet (Mrtvé vody, 1977) se znovu navrací k osobnímu prožitku skutečnosti a existenciální úzkosti a reflektuje také některá ekologická témata.
Přestože Manner měla vůči divadlu smíšený vztah (popisovaný jako lásku v nenávisti), je autorkou šestnácti divadelních her, jejichž námětem je obvykle neschopnost soužití a komunikace. V roce 1959 napsala drama Eros ja Psykhe (Eros a Psyché), smutný příběh o lásce a lidské neschopnosti poučit se z vlastních chyb. Její tvorbu do značné míry ovlivnilo španělské prostředí, kde trávila část roku, například básně ze sbírky Kirjoitettu kiwi (Popsaný kámen), rozhlasové hry Vuorilla sataa aina (Na horách vždy prší) a Tulva (Záplava). Nejplodnějším obdobím v její tvorbě je rok 1968, kdy kromě úspěšné sbírky Jos suru savuaisi (Kdyby smutek dýmal) vznikla i její další básnická sbírka Fahrenheit 21 a drama Poltettu oranssi (Ohnivák).
Do finštiny přeložila díla švýcarského spisovatele Hermanna Hesse či českého dramatika Václava Havla. Protože neovládala češtinu, překládala Havlova díla z již existujících německých překladů. Jeho hra Zahradní slavnost byla uvedena v roce 1966 v Tamperském dělnickém divadle. V dubnu stejného roku přijel ze Stockholmu do Tampere sám Václav Havel a při této příležitosti shlédl inscenaci své hry ve finštině. Setkal se i s Eevou-Liisou Manner. Další Havlova hra Vyrozumění byla uvedena následující rok v Městském divadle v Jyväskylä. Tato hra však neměla takový úspěch, jaký se dostal Zahradní slavnosti. Manner se neúspěšně snažila prosadit knižní vydání Havlových her ve vydavatelství Tammi.